# استعراض الطفل رقميا

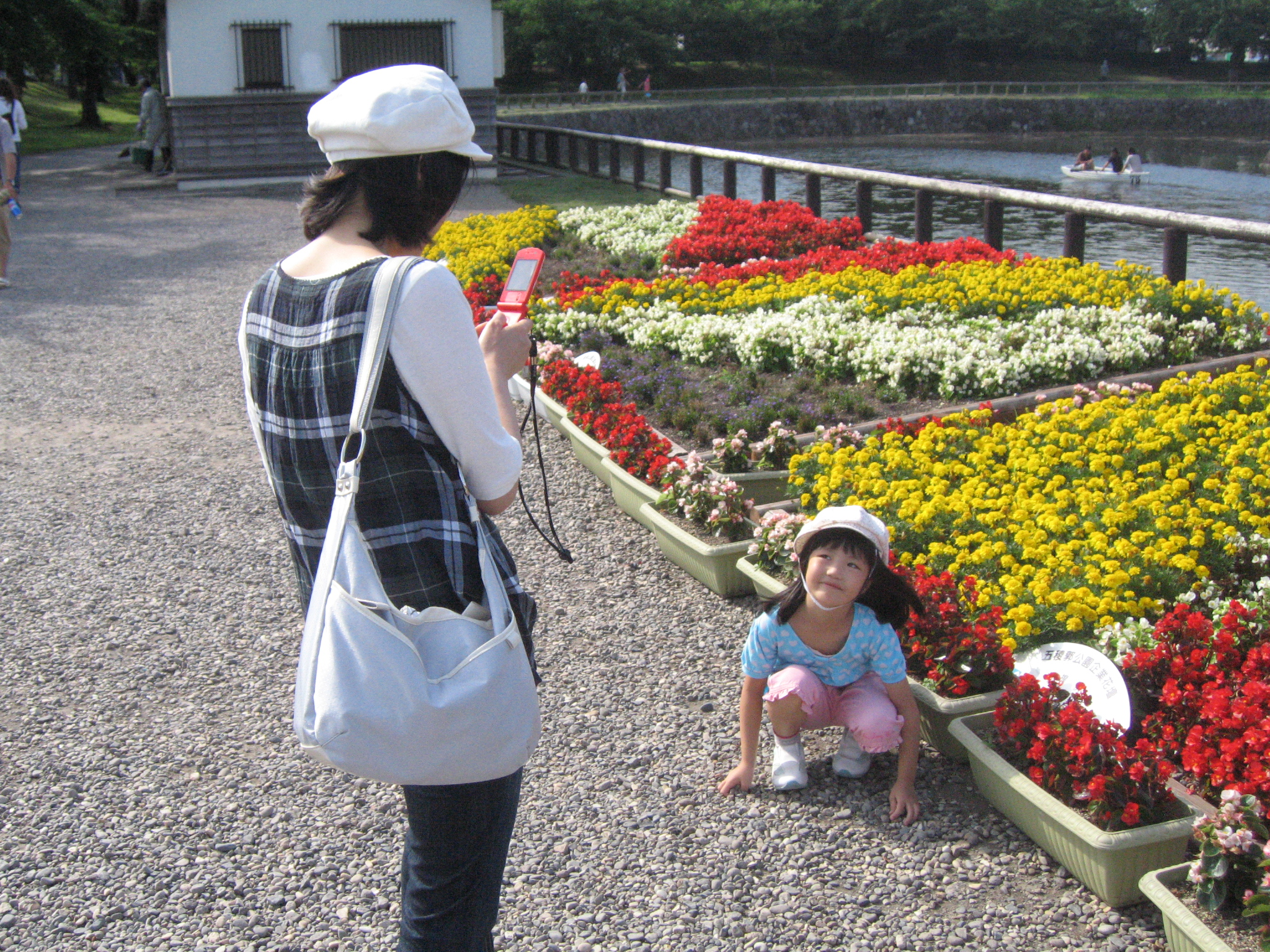
امرأة تلتقط صورة لابنتها في حديقة في ميساكي، اليابان.

استعراض الطفل رقميا هي ممارسة يقوم بها الآباء بنشر محتوى حساس عن أطفالهم على منصات التواصل الاجتماعي. بينما تم صياغة المصطلح مؤخرًا في عام 2010 ، أصبح استعراض الطفل رقمياً ظاهرة دولية مع وجود واسع النطاق في الولايات المتحدة وإسبانيا وفرنسا والمملكة المتحدة.